# Resolución 1974 del Consejo de Seguridad de las Naciones Unidas
La resolución 1974 del Consejo de Seguridad de las Naciones Unidas, aprobada por unanimidad el 22 de marzo de 2011, autorizó extender el mandato de la Misión de Asistencia de las Naciones Unidas en el Afganistán (UNAMA) por un año más, hasta el 23 de marzo de 2012. El Consejo se reafirmó en las resoluciones adoptadas anteriormente, en especial en la resolución 1917 (2010).
Tras la aprobación de la resolución 1974, el presidente de Afganistán, Hamid Karzai, anunció que las fuerzas de seguridad de su país asumirían el mando militar de siete regiones hasta entonces dirigidas por fuerzas de internacionales.